# コーリー・トーマス
コーリー・トーマス（Corey Thomas、1994年9月21日 - ）は、メジャーリーグラグビー、トロント・アローズに所属するラグビーユニオン選手。

## プロフィール
- オーストラリア出身[1]。
- ポジションはロック(LO)。
- 身長 194cm、体重 105kg
- カナダ代表キャップは6（2023年2月現在）。

## 略歴
ギルフォード・グラマー・スクール、ブリスベン・シティーを経て、2016年、キヤノンイーグルス(現・横浜キヤノンイーグルス)に加入。同年10月2日に行われたジャパンラグビートップリーグ第5節のサントリーサンゴリアス戦に途中出場で日本での公式戦初出場を果たした。
2018年、釜石シーウェイブスに加入。
2019年12月、サンウルブズの2020シーズンスコッドに選ばれた。
2020年、LAギルティニスに加入。
2022年、トロント・アローズに加入。 